# Въглероден диоксид
Въглеродният диоксид (въглероден двуокис) е химично съединение. Молекулата му се състои от един атом въглерод и два атома кислород. Химичната формула на въглеродния диоксид е CO2. Той е газ без цвят и без миризма (при ниски до средни концентрации; при високи концентрации има остра и задушлива миризма). Получава се като продукт при дишането на живите организми, както и при горенето. Участва като изходно вещество при фотосинтезата на растенията. Натрупването му в по-големи от нормалните количества в атмосферата води до парников ефект.

## Химични и физични свойства
Въглеродният диоксид е безцветен газ. Плътността му при 25 °C е 1,98 kg/m³, която е 1,65 пъти по-голяма от тази на въздуха. Молекулата на въглеродния диоксид (O=C=O) съдържа две двойни връзки и има линейна форма. Последната няма диполен момент. Тъй като е напълно окислена, не е много реактивоспособна и в частност е невъзпламенима.
При температури под −78,5 °C въглеродният диоксид променя агрегатното си състояние от газообразно в твърдо – десублимация. Твърдият въглероден диоксид се нарича „сух лед“, процесът на получаване се нарича „утаяване“. При атмосферно налягане сухият лед преминава директно от твърдо в газообразно състояние при процес, наречен сублимация. Течен въглероден диоксид се получава само при налягане над 5,1 bar.
Въглеродният диоксид е разтворим във вода, при което той спонтанно се преобразува във въглеродна киселина (H2CO3) и обратно в CO2. Процесът се нарича „газиране“, а продуктът е „газирана вода“.
CO2 при големи концентрации предизвиква кисел вкус в устата и жилене (дразнение) на гърлото и носа. Тези ефекти са в резултат на образуването на слаб разтвор на въглеродна киселина на тези места.
Съдържанието на въглероден диоксид във вдишвания въздух или в някаква газова смес е субективният критерий, предизвикващ чувство на задушаване. Човек няма рецептори за недостатъчно съдържание на кислород, което е фатално.

## Употреба и разпространение
- При производство на безалкохолни напитки
- При производството на пукащи бонбони. Тяхното производството се извършва под налягане и в присъствие на СО2
- За производство на сода бикарбонат
- Като необходим компонент за фотосинтезата. Използва се за засилване растежа на растенията при тяхното отглеждане във водни или сухоземни среди
- Като евтин незапалим газ в пожарогасителите
- В пневматичните оръжия
- Течният СО2 е добър разтворител на много органични съединения и се използва за премахване на кофеина от кафето, както и във фармацевтиката
- В медицината се използва за стимулация на дишането и при балансиране на кръвта, като се прибавя 5% СО2 към кислорода
- Течният и твърдият СО2 са много добри охладители и като такива се използват широко в хранително-вкусовата промишленост.

СО2 е крайният продукт, който организмите отделят, когато получават енергия при разграждането на захари и мазнини с кислород и е част от техния метаболизъм. Това важи и за всички растения, животни, много гъби и някои бактерии. При висшите животни СО2 се транспортира от хемоглобина в кръвта, от тъканите към белите дробове, където се отделя. При растенията участва във фотосинтезата. Океанът е един от големите консуматори на СО2.
Съдържанието на СО2 във въздуха варира между 0,03% (300 ppm) и 0,06% (600 ppm), в зависимост от района, а в издишания въздух е приблизително 4,5%. Когато СО2 се вдиша във високи концентрации (повече от 5% обемни), води моментално до опасност за живота и здравето на животните и хората. Максималното допустимо безопасно ниво за възрастни за 8-часов работен ден е 0,5% (5000 ppm), а за деца и възрастни с белодробни заболявания е значително по-ниско. Хората, които вдишат 7 – 10% СО2, могат моментално или след няколко минути да изпаднат в безсъзнание или кома.